# Gustav Lehmann (Politiker)

Gustav Lehmann

Gustav Adolf Lehmann (* 2. November 1855 in Görsdorf an der Dahme; † 20. November 1926 in Mannheim) war ein sozialdemokratischer deutscher Journalist und Politiker.

## Leben
Nach der Volksschule absolvierte Lehmann eine Tischlerlehre und arbeitete in diesem Beruf bis 1890. In dieser Zeit eignete er sich auch Kenntnisse der kaufmännischen Buchhaltung an, so dass er in verschiedenen Betrieben nicht nur als Handwerker, sondern auch als kaufmännischer Gehilfe tätig war.
1882 trat er der SPD bei, nach 1890 war er für verschiedene sozialdemokratische Zeitungen als Journalist, vor allem aber als Buchhalter, Geschäftsführer oder Expedient tätig. Nach Stationen bei der Westfälischen Presse und der Rheinisch-Westfälischen Arbeiterzeitung in Dortmund ließ er sich 1899 in Mannheim nieder, wo er für die Buchhaltung und den Vertrieb des SPD-Blattes Volksstimme zuständig war. Von 1903 bis 1909 war er Landtagsabgeordneter in Baden, 1905 bis 1919 war er für seine Partei Mitglied des Mannheimer Bürgerausschusses.
Ansonsten hatte es der Parteilinke Lehmann jedoch schwer in Mannheim – einer Hochburg des Revisionismus – Anerkennung und politischen Einfluss zu gewinnen. Das Reichstagsmandat, das er von 1907 bis 1912 innehatte, gewann er nicht in seiner Wahlheimat, sondern in Wiesbaden. In dieser Zeit beteiligte er sich immer wieder an den inhaltlichen Streitigkeiten der Parteiflügel und geriet auf Parteitagen und in der Neuen Zeit mit Parteimitgliedern aus seinem eigenen Ortsverein in Konflikt, allen voran Ludwig Frank.
Dennoch schloss er sich im Ersten Weltkrieg nicht der badischen SPD-Linken um Adolf Geck an, die einen Landesverband der USPD gründete, sondern blieb in der MSPD und bei der „rechten“ Volksstimme. Nach einer erfolglosen Bewerbung um eine erneute Landtagskandidatur in Mannheim trat er außerhalb der Kommunalpolitik nicht mehr in Erscheinung.